# 愛在刻骨銘心時
《愛在刻骨銘心時》是香港歌手劉德華於1997年12月22日發行的國語專輯。

## 簡介
這是華仔的代表性唱片之一，有多首經典歌曲。专辑里的五首歌——《冰雨》、《孤星泪》、《男孩女孩》、《偷回忆的人》、《别说爱情苦》组成“爱在刻骨铭心”系列。歌词互相关联，完整讲述了一个家庭亲情与男女爱情交织的复杂的情感故事。

## 曲目
| 首版     | 首版                     | 首版           | 首版           | 首版     | 首版           | 首版  |
| 曲序     | 曲目                     |                | 作曲           | 编曲     | 製作人         | 时长  |
| -------- | ------------------------ | -------------- | -------------- | -------- | -------------- | ----- |
| 1.       | 孤星淚                   | 伍佰           | 伍佰           | 江建民   | 李安修、陳富榮 | 5:37  |
| 2.       | 冰雨                     | 劉德華、李密   | 潘協慶         | Ricky Ho | 李安修、陳富榮 | 4:37  |
| 3.       | 別說愛情苦（梅艷芳合唱） | 李安修、陳耀川 | 陳耀川         | 鍾興民   | 李安修、陳耀川 | 4:33  |
| 4.       | 男孩女孩                 | 劉德華         | 黄品源         | 屠穎     | 李安修、陳富榮 | 4:05  |
| 5.       | 偷回憶的人               | 易家揚         | 王致祥         | 屠穎     | 李安修、陳富榮 | 3:52  |
| 6.       | 馬桶                     | 李安修         | 陳國華         | Ricky Ho | 李安修、陳富榮 | 3:57  |
| 7.       | 老夫妻                   | 劉德華         | 李君華         | 江港生   | 李安修、陳富榮 | 3:58  |
| 8.       | 燈紅酒綠                 | 施人誠         | 陳建寧、陳政卿 | 鍾興民   | 李安修、陳富榮 | 4:26  |
| 9.       | 給你們的一封信           | 劉德華         | 鈕大可         | Ricky Ho | 李安修、陳富榮 | 4:41  |
| 10.      | 世界第一等（閩南語）     | 李安修、陳富榮 | 伍佰           | 亂彈     | 李安修、陳富榮 | 4:22  |
| 总时长： | 总时长：                 | 总时长：       | 总时长：       | 总时长： | 总时长：       | 44:08 |

## 獎項
- 台灣飛碟電台-勁爆民選大賞-一月份最高播放率專輯銀獎 -《愛在刻骨銘心時》
- 我最喜歡的台語歌曲金獎 -《世界第一等》
- 最受歡迎華語金曲 -《冰雨》
- 最佳華語專輯 -《愛在刻骨銘心時》
- 98動感321中文音樂金曲 - 冰雨、世界第一等
- 98醉心龍虎榜頂尖金曲 - 孤星淚 金曲第1位-孤星淚
- 金曲龍虎榜1998年國語十大專輯 - 愛在刻骨銘心時